# Lancer du javelot féminin aux championnats du monde d'athlétisme 1995
Navigation
Stuttgart 1993 Athènes 1997
L'épreuve du lancer du javelot féminin des championnats du monde d'athlétisme 1995 s'est déroulée les 6 et 8 août 1995 à l'Ullevi Stadion de Göteborg, en Suède. Elle est remportée par la Biélorusse Natalya Shikolenko.

## Résultats

### Finale
| Rang               | Athlète                | Pays        | Essais | Essais | Essais | Essais | Essais | Essais | Marque  |
| Rang               | Athlète                | Pays        | 1      | 2      | 3      | 4      | 5      | 6      | Marque  |
| ------------------ | ---------------------- | ----------- | ------ | ------ | ------ | ------ | ------ | ------ | ------- |
| Médaille d'or      | Natalya Shikolenko     | Biélorussie | 66.48  | 63.58  | X      | X      | 65.46  | 67.56  | 67,56 m |
| Médaille d'argent  | Felicia Țilea-Moldovan | Roumanie    | 62.34  | 60.98  | 59.64  | 65.22  | X      | X      | 65,22 m |
| Médaille de bronze | Mikaela Ingberg        | Finlande    | 61.82  | 59.54  | 60.12  | 65.16  | X      | X      | 65,16 m |
| 4                  | Heli Rantanen          | Finlande    | 55.44  | 59.66  | X      | 59.10  | 62.96  | 65.04  | 65,04 m |
| 5                  | Joanna Stone           | Australie   | 59.14  | X      | 61.46  | 58.50  | 57.80  | 63.74  | 63,74 m |
| 6                  | Tanja Damaske          | Allemagne   | 62.32  | X      | 60.42  | X      | 59.64  | X      | 62,32 m |
| 7                  | Isel Lopez             | Cuba        | 54.30  | X      | 60.80  | X      | X      | X      | 60,80 m |
| 8                  | Yekaterina Krasnikova  | Russie      | 59.82  | 56.06  | 58.64  | 55.28  | X      | X      | 59,82 m |
| 9                  | Renata Strašek         | Slovénie    | X      | 59.10  | X      |        |        |        | 59,10 m |
| 10                 | Jette Jeppesen         | Danemark    | 58.48  | X      | 58.84  |        |        |        | 58,84 m |
| 11                 | Steffi Nerius          | Allemagne   | 56.50  | 52.98  | 55.28  |        |        |        | 56,50 m |
| 12                 | Mirela Manjani-Tzelili | Albanie     | X      | 55.56  | 55.50  |        |        |        | 55,56 m |

## Légende
Records et Performances
- AR : Record continental (area record)
- CR : Record des championnats (championship record)
- MR : Record du meeting (meet record)
- NR : Record national (national record)
- OR : Record olympique (olympic record)
- PR : Record paralympique (paralympic record)
- PB : Record personnel (personal best)
- SB : Meilleure performance personnelle de la saison (season's best)
- WL : Meilleure performance mondiale de l'année (world leader)
- WJR : Record du monde junior (world junior record)
- WR : Record du monde (world record)

Circonstances et Conditions
- DNF : N'a pas terminé (did not finish)
- DNS : N'a pas pris le départ (did not start)
- DQ : Disqualification (disqualification)
- NM : Aucun essai valable enregistré (No Mark)
- Q : Qualifié « directement » au prochain tour (ou à la prochaine compétition), lors d'une compétition majeure, grâce au classement ou à la réalisation des minima (automatic qualifier)
- q : Qualifié au prochain tour (ou à la prochaine compétition), lors d'une compétition majeure, grâce au repêchage ou à la réalisation de l'une des meilleures performances parmi celles des « non qualifiés directement » (grâce au meilleur temps ou à la meilleure distance par exemple) (secondary qualifier)